# Улица Героев Украины (Мелитополь)
Улица Героев Украины (укр. улиця Героїв України) — улица в Мелитополе, Запорожская область, Украина. Начинается от улицы Гетманской, пересекает проспект Богдана Хмельницкого и улицу Воинов-Интернационалистов и оканчивается у железной дороги.
На участке от Гетманской улицы до улицы Ивана Алексеева по улице Героев Украины проходит автодорога М-14 «Одесса — Мелитополь — Новоазовск».

## История
В дореволюционный период улица называлась Акимовской. Она начиналась от Бульварной улицы (нынешняя — Гетманская) и заканчивалась на перекрёстке с Межевой улицей (современный проспект Богдана Хмельницкого), за которым продолжалась дорога в Акимовку.
В 1894 году на Акимовской улице Благотворительным обществом, при содействии уездного земства и города, был открыт ночлежный приют для безработных и пришлых людей. В приюте имелось две комнаты, рассчитанные на 70 нар, и однокомнатная квартира для надзирателя. В передней находился резервуар для постоянного кипячения воды.
В 1921 году Акимовская улица была переименована в улицу Каменева, но в последующем ей было возвращено прежнее название.
Точное время появления отрезка западнее Межевой улицы неизвестно. Известно, что с 1921 по 1939 годы этот отрезок назывался улицей Пахомова. До 2016 г. так называлась Греческая улица.
Первое известное упоминание улицы Кирова под её современным названием относится к 17 января 1939 года. При этом историческая часть — Акимовская улица — некоторое время не входила в её состав. До 1965 года улица Кирова начиналась от улицы Карла Либкнехта (нынешняя Александра Довженко), но 15 апреля 1965 начало улицы от улицы Карла Либкнехта до Акимовской улицы было переименовано в улицу Костенко. 21 октября 1965 года Акимовская улица была включена в улицу Кирова и улица стала начинаться от Гетманской улицы.
В 1961 году было принято решение о создании сквера на площади, прилегающей к сельхозтехникуму (угол улицы Кирова и проспекта Богдана Хмельницкого).
21 марта 2016 года на основании распоряжения № 115 главы Запорожской областной государственной администрации о выполнении Закона Украины «Об осуждении коммунистического и национал-социалистического (нацистского) тоталитарных режимов и запрете пропаганды их символики» улица Кирова переименована в улицу Героев Украины.
В 2022 году в ходе вторжения России в Украину Мелитополь был захвачен российскими войсками. В 2023 году российская оккупационная администрация вернула улице Героев Украины старое название - улица Кирова.
Примерная хронология наименований исторической части улицы Героев Украины:
| годы     | совр. ул. Костенко           | от ул. Гетманской до просп. Богдана Хмельницкого |
| -------- | ---------------------------- | ------------------------------------------------ |
| ?-1921   | Крымская                     | Акимовская                                       |
| 1921-?   | 1-й пер. Кирова и ул. Кирова | Каменева                                         |
| ?-1965   | 1-й пер. Кирова и ул. Кирова | Акимовская                                       |
| 1965-... | Костенко                     | Кирова                                           |

## Объекты
В начале улицы, в историческом центре города, расположен главный корпус педагогического университета (юридически относится к улице Гетманской).
На пересечении улицы Героев Украины с проспектом Богдана Хмельницкого находятся здание налоговой инспекции, колледж ТГАТУ (бывший техникум гидромелиорации и механизации сельского хозяйства), горбольница, памятник героям-подпольщикам и памятник Остапу Бендеру.
Участок улицы от проспекта Богдана Хмельницкого до улицы Ивана Алексеева иногда назывался площадью Кирова. На нём находятся парк Горького, мемориальный комплекс на братской могиле советских воинов и обелиск в честь 200-летия Мелитополя.
На участке улицы от улицы Ивана Алексеева до улицы Воинов-Интернационалистов находится жилмассив, застроенный 5-12-этажными домами из белого силикатного кирпича, также ранее называемый Кирова. Здесь находятся спортивная школа № 1, шахматная школа, Кировский рынок, универсам и супермаркет АТБ.
За улицей Воинов-Интернационалистов улица Героев Украины проходит через промышленные территории. Здесь находятся медицинское училище, швейная фабрика «Элегант», компрессорный завод «Мелком» и мясокомбинат (открыт в 1930 году как беконная фабрика).

## Галерея
|                                  |                      |                                                                                                 |                                                           |
| Налоговая инспекция              | Пенсионный фонд      | Памятник к 200-летию Мелитополя                                                                 | Бюст Кирова (демонтирован в 2015 году)                    |
|                                  |                      |                                                                                                 |                                                           |
| Центральная аллея парка Горького | Памятник М. Горькому | Стелла «Этапы великого пути»                                                                    | Танк Т-70, первым принявший бой на площади Героев Украины |
|                                  |                      |                                                                                                 |                                                           |
| На братском кладбище             | На братском кладбище | Памятник воинам-работникам завода «Мелитопольский компрессор» (возле перекрёстка с ул. 8 Марта) | Памятник воинам-автомобилистам (в районе мясокомбината)   |
|                                  |                      |                                                                                                 |                                                           |
| Рынок                            | ДЮСШ № 1             | Шахматная школа                                                                                 | Мелитопольский медицинский колледж                        |